# Jintsu (incrociatore)
Il Jintsu fu un incrociatore leggero della Marina imperiale giapponese, entrato in servizio nel 1925 come seconda unità della classe Sendai.
Attivo durante la seconda guerra mondiale, partecipò alle prime offensive giapponesi nelle Filippine e nelle Indie orientali olandesi, e fu presente alla vittoria giapponese nella battaglia del Mare di Giava del 27 febbraio 1942; impegnato negli scontri della campagna di Guadalcanal, fu gravemente danneggiato da aerei nemici il 25 agosto 1942 durante la battaglia delle Salomone Orientali. Nella notte tra il 12 e il 13 luglio 1943, mentre scortava un convoglio di truppe, il Jintsu rimase coinvolto negli scontri della battaglia di Kolombangara contro una formazione di incrociatori nemici: raggiunta da numerosi colpi nemici, la nave affondò con gravi perdite umane tra il suo equipaggio.

## Storia

### Entrata in servizio e prime operazioni
Impostata il 4 agosto 1922 nei cantieri della Kawasaki di Kōbe, la nave venne varata l'8 dicembre 1923 con il nome di Jintsu in onore dell'omonimo fiume di Honshū; l'unità entrò quindi in servizio il 31 luglio 1925 in forza al Distretto navale di Kure. Il 24 agosto 1927, durante manovre di esercitazione notturne al largo del faro di Jizo Zaki (Prefettura di Shimane), l'incrociatore speronò inavvertitamente il cacciatorpediniere Warabi: il Jintsu subì danni ingenti, perdendo buona parte della prua, mentre il Warabi affondò con la morte di 92 membri del suo equipaggio. Il Jintsu fu messo in cantiere a Kure per le riparazioni e posto in riserva; finito sotto inchiesta per l'incidente il suo comandante, Mizushiro Keiji, si suicidò il 26 dicembre seguente.
Il Jintsu trascorse gran parte del periodo interbellico alternando esercitazioni nelle acque nipponiche a soste in cantiere per lavori di ammodernamento e manutenzione. Dopo lo scoppio della seconda guerra sino-giapponese nel 1937, il 20 agosto dello stesso anno il Jintsu fece parte della formazione navale che appoggiò lo sbarco delle truppe nipponiche a Zhoushan, e in seguito pattuglio le acque della Cina.

### La seconda guerra mondiale

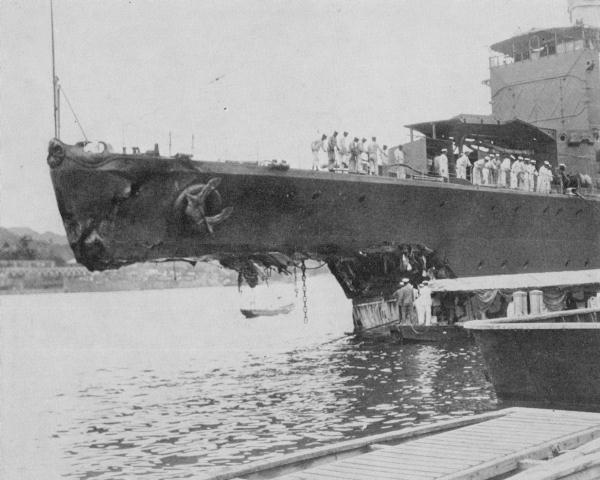
La prua del Jintsu danneggiata dopo la collisione del 24 agosto 1927

Al momento dell'entrata del Giappone nella seconda guerra mondiale il 7 dicembre 1941, il Jintsu era di stanza a Palau come nave ammiraglia del 2º Squadrone cacciatorpediniere del contrammiraglio Raizō Tanaka. Come parte dell'attacco giapponese alle Filippine statunitensi, il 10 dicembre l'incrociatore appoggiò la posa di uno sbarramento di mine navali nello stretto di Surigao, per poi proteggere lo sbarco dei reparti nipponici a Legazpi nel sud di Luzon il 12 dicembre seguente. Rientrato a Palau, il 20 dicembre il Jintsu fece parte della formazione navale che protesse lo sbarco dei soldati giapponesi a Davao nel sud di Mindanao, mentre il 24 dicembre appoggiò la cattura dell'isola di Jolo. Il 29 dicembre l'incrociatore fu riassegnato alle forze giapponese impegnate nella campagna delle Indie orientali olandesi: salpato da Davao, l'11 gennaio 1942 il Jintsu appoggiò la cattura di Manado nel nord di Celebes da parte di truppe anfibie e paracadutisti giapponesi; nel corso degli scontri a Manado, l'idrovolante del Jintsu rivendicò l'abbattimento di un bombardiere Lockheed Hudson olandese, ma fu a sua volta abbattuto.
Il 31 gennaio 1942 il Jintsu scortò la forza d'invasione anfibia che prese terra sull'isola di Ambon, catturata dai giapponesi al termine di una battaglia con la locale guarnigione olandese e australiana; a partire dal 19 febbraio, invece, l'incrociatore prese parte agli scontri della battaglia di Timor, scortando e appoggiando la forza anfibia giapponese inviata a catturare l'isola prima di rientrare a Makassar il 25 febbraio. Assegnato alla forza di invasione di Giava orientale, il 27 febbraio il Jintsu prese parte alla vittoria giapponese sulla flotta degli Alleati nel corso della battaglia del Mare di Giava, subendo danni leggeri a causa di un colpo di cannone nemico; dopo aver operato al largo di Giava ancora per qualche giorno l'incrociatore rientrò quindi in Giappone, arrivando a Kure il 23 marzo per sottoporsi a lavori di manutenzione proseguiti fino al 6 aprile seguente. Trasferito nella base di Hashirajima, il 19 aprile salpò con altre unità per dare a caccia alle portaerei statunitensi da cui erano decollati i bombardieri del "raid di Doolittle", ma rientrò a Kure il 23 aprile senza aver avvistato il nemico.
Il 28 maggio 1942 il Jintsu salpò da Saipan come parte della vasta forza giapponese inviata ad attaccare l'Atollo di Midway nell'oceano Pacifico, operando come scorta del convoglio con a bordo le truppe di invasione; lo sbarco fu poi cancellato dopo che la flotta di portaerei giapponesi incaricata di appoggiarlo venne distrutta dalle loro omologhe statunitensi nella battaglia delle Midway del 4-7 giugno, e il Jintsu rientrò quindi a Yokosuka il 21 giugno dopo soste a Truk e Guam. Dopo aver svolto operazioni di addestramento nelle acque di casa, il 15 agosto il Jintsu raggiunse Truk per prendere parte agli scontri della campagna di Guadalcanal da poco iniziata; tra il 16 e il 19 agosto l'incrociatore guidò il convoglio che sbarcò i primi rinforzi giapponesi per la guarnigione di Guadalcanal, attaccata dalle forze statunitensi. Tra il 24 e il 25 agosto, mentre prendeva parte a una seconda missione di trasporto truppe a Guadalcanal, il Jintsu fu coinvolto negli scontri della battaglia delle Salomone Orientali: la mattina del 25 agosto, circa 150 miglia a nord di Guadalcanal, il convoglio scortato dal Jintsu cadde sotto l'attacco di bombardieri in picchiata Douglas SBD Dauntless e l'incrociatore venne centrato sul castello di prua da una bomba; 24 membri dell'equipaggio rimasero uccisi e il contrammiraglio Tanaka, rimasto egli stesso ferito, dovette trasferire il suo comando sul cacciatorpediniere Kagero.
Rientrato a Truk il 28 agosto, dopo lavori di riparazione d'emergenza l'incrociatore raggiunse Kure l'8 ottobre per essere messo in cantiere; l'unità rientrò in servizio il 9 gennaio 1943 riprendendo il suo ruolo di nave ammiraglia del 2º Squadrone cacciatorpediniere, ora agli ordini del contrammiraglio Shunji Isaki. Rientrato a Truk il 24 gennaio, il Jintsu protesse l'evacuazione degli ultimi reparti giapponesi da Guadalcanal all'inizio di febbraio (operazione Ke), ma nei mesi seguenti fu impegnato solamente in manovre di addestramento e compiti di routine a Truk.

### L'affondamento

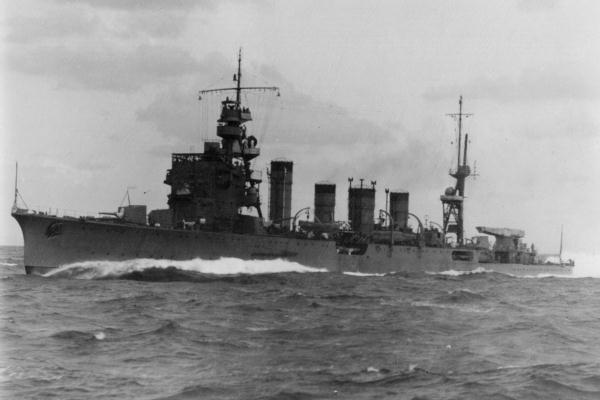
L'incrociatore in navigazione nel 1939

Il 10 luglio 1943 il Jintsu raggiunse la base di Rabaul per assumere la guida di una formazione di cacciatorpediniere, incaricata di sbarcare truppe di rinforzo alla guarnigione giapponese di Kolombangara nelle isole Salomone. La formazione salpò da Rabaul la mattina del 12 luglio arrivando nelle acque di Kolombangara quella sera; al largo dell'isola stazionava tuttavia anche una formazione di incrociatori e cacciatorpediniere alleati, intenta ad appoggiare le truppe statunitensi sbarcate a Kolombangara e ad intercettare i convogli di rifornimento giapponesi.
Dopo che la ricognizione aerea ebbe individuato le unità nemiche intorno alle 00:30 del 13 luglio, Isaki ordinò ai suoi cacciatorpediniere di predisporsi a un attacco con i siluri. Il contrammiraglio ordinò al Jintsu di accendere i suoi proiettori e di illuminare le navi nemiche, ma ciò finì per rendere l'incrociatore un facile bersaglio per i cannoni alleati: nel giro di pochi minuti il Jintsu fu colpito da almeno dieci granate da 152 mm sparate dagli incrociatori statunitensi USS Honolulu e USS St. Louis e dal neozelandese HMNZS Leander, i quali centrarono la torre di comando, uccidendo il contrammiraglio Isaki e il suo stato maggiore, e la sala macchine dalla quale si sviluppò un violento incendio. Il sacrificio dell'incrociatore diede tuttavia modo ai cacciatorpediniere giapponesi di inquadrare il bersaglio, e tutti e tre gli incrociatori alleati furono raggiunti dai siluri nipponici riportando gravi danni.
Intorno alle 01:45 un siluro lanciato da un cacciatorpediniere statunitense raggiunse lo scafo in fiamme del Jintsu sul lato di dritta, dandogli il colpo di grazia: l'incrociatore esplose e si spezzò in due tronconi, affondando nel giro di tre minuti nella posizione 7° 38' S, 157° 6' E portando con sé un totale di 482 membri dell'equipaggio. Il sommergibile giapponese I-180, arrivato in seguito sul luogo del disastro, recuperò 21 naufraghi dell'incrociatore, mentre altri due superstiti dell'equipaggio furono presi a bordo dalle navi statunitensi.